# Gancanagh
Un gancanagh (IPA: [ɡænˈkænə], dall'irlandese gean canach, "colui che parla d'amore") è una creatura fatata, solitamente maschio, appartenente al folklore irlandese, nota per i suoi poteri di seduzione.

## Etimologia
La parola, scritta anche come geancánach o ganconer, viene solitamente fatta derivare dall'irlandese gean canach, espressione tradotta letteralmente come "colui che parla d'amore", tuttavia, fonti raccolte dal Irish Folklore Commission suggeriscono anche un possibile secondo significato, ovvero quello di "bambino piccolo".

## Storia
In una storia pubblicata sul The Dublin and London Magazine nel 1825, gancanagh è un nome dato al popolo delle fate irlandesi. Sono descritti come piccoli umanoidi che vivono nelle caverne sotto la guida del capitano Dearg e sono dediti alla seduzione e al rapimento di giovani fanciulle
Nel 1855, Nicholas O'Kearney descrisse il gancanagh come un folletto simile al leprecauno, ma più pigro. Scrisse che incontrarlo era portatore di sventura e il suo unico interesse era rapire pastorelle e contadine dalle valli vicine la sua tana.
Nel 1888, Yeats scelse Ganconagh come suo pseudonimo, notando che il termine non era incluso nei suoi dizionari mitologici e che la fata non era molto nota nel Connacht.
John O'Hanlon descrisse i gancanagh in una sua poesia, descrivendoli come soldati fatati che cavalcano l'aria.
La poetessa Ethna Carbery scrisse dei gancanagh come di incubi dagli occhi neri, attraenti ma pericolosi, senza ombra e sempre accompagnati dalla nebbia. Seducono le donne per poi lasciarle morire di stenti, intossicate dal loro bacio.

## Cultura popolare
- Nella serie Wicked Lovely di Melissa Marr, due personaggi, Irial e Niall, sono gancanagh.
- Nella serie Il Popolo dell'Aria di Holly Black, i personaggi di Liriope e dei suoi figli, Locke e Oak, sono gancanagh.